# ビッグポルノ
ビッグポルノは、吉本興業に所属する小籔千豊とレイザーラモンの3人による音楽・お笑いのユニット、および彼らによるイベントの名称。

## メンバー

### ビッグポルノ
- 小籔千豊
- レイザーラモン
  - HG
  - RG

### スモールポルノ（準メンバー）
- 宇都宮まき
- 今別府直之（バックダンサー）
- 半田裕也（元ヨシモト∞ホール大阪舞台監督、バックダンサー）

## 概要
2003年1月16日、小籔千豊とレイザーラモンによって結成。結成は当時歌手として人気のあった2丁拳銃のライブにゲストに呼ばれてラップを披露したのがきっかけ。
普段は吉本新喜劇を主戦場としている3人だったが、新喜劇加入以降ろくに出番のなかった小籔がレイザーラモンと意気投合し、結成された。
「元々はコントや漫才をやってきた身。もっとコント欲やトーク欲を放出したい」という考えから、コント、漫才、トーク、ラップなど、様々なパフォーマンスを披露するイベントを年数回敢行している。
小籔曰く「（お年寄りから子供までみんなが喜ぶ新喜劇とは正反対の）お年寄りから子供までみんなが嫌がるものをやろう」ということで、下ネタラップが基本となっている。
2005年8月31日には「国立文楽劇場より愛をこめて」と題して同所では異例のコントライブを行い、「伝統とエロスのコラボレーション」（小籔談）を体現してみせた。
小籔の新喜劇座長就任とレイザーラモンの東京進出に伴い、同年12月をもって活動は一旦休止。しかし2008年7月20日、夏フェスに出たいという小籔の強い思いから、「隣でコヤソニやって潰したろか!」と言うが発端となり自身が企画したコヤブソニックのオープニングアクトとして出演するなど、不定期ながらもイベント等は実施している。
2010年7月21日、「KING TIMER」でメジャーデビューを果たす。2010年8月8日にはサマーソニック2010の大阪会場で、OCEAN STAGEのオープニングアクトを務め、悲願だった夏フェス出演を果たす。
2014年6月、記者会見にて解散する事を発表。これに伴いコヤブソニックも2014年をもって終了した。
解散については2013年11月にメンバー間での話し合いで決まったものであるが、詳しい理由は2014年8月に東京・大阪で行われる解散イベントで発表するとして触れられず、小籔は「基本的には方向性の違いと言うことにしておいてください」と語り、会場の笑いを誘った。

## 主なコント・ネタ

### コント
コントのうち、ビッグポルノの3人全員が参加するものを「ビッグコント」という。イベントではバッファロー吾郎、野性爆弾、宇都宮まき、ケンドーコバヤシなどゲストを招いて演じられる。
- 秘密組織ビッグポルノ
- 宗教法人スペクタクル教
- 体言道選手権・2003年コペンハーゲン大会
- テラエモン
- やりたい男やられたくない女
- 頭の中がムズがゆいんだ
- 桂すみ珍師匠シリーズ
  - 取材
  - オヤジ狩り
- 世界お笑い博覧会 - 同名のお笑いイベントで、HG扮するプロデューサーが小籔・RG扮する外国人お笑いコンビに出会う。
- AMA - 海女に扮した3人が、海女のテーマパーク（のようなもの）でのショーを行うコント。

## 楽曲
ラップナンバーは下ネタをモチーフにしたものが多く、自主制作盤も制作され、単独ライブ会場で限定発売されるなど、人気を博している。
- 「SUNRISE SUNSET」 - 陰茎と大阪をモチーフにしたナンバー。歌詞中にミチコ様・美輪明宏・シュワちゃん・ジャニーズJr.が登場する。バックトラックの元曲は、New Editionの「Mr.Telephone Man」から引用。
- 「Wake Up People」 - かとうれいこと細川ふみえの乳房をモチーフとしたナンバー。
- 「Oh! Shit Real」 - タイトルの読みどおり、尻について歌ったナンバー。
- 「Bug It Now」 - 膣（ヴァギナ）について歌ったもの。歌詞中に「ウォンテッド (指名手配)」・「DESIRE -情熱-」・「HOWEVER」などの楽曲の一節が使われている。
- 「KING TIMER」 - 睾丸（キンタマ）と陰嚢について歌ったもの。
- 「All Night Need」 - 主に女性のオナニーについて歌ったナンバー。歌詞中に瀬戸内寂聴が登場し、「Man & Woman」・「Liar! Liar!」などの楽曲の一節が使われている。
- 「cheek it be」 - 乳首について歌ったナンバー。
- 「La buffo」 - ラブホテルについて歌ったナンバー。
- 「Tea! Tea! No! oh,,,喫茶?」 - 男性は胸の大きさで女性を選んでいないというメッセージを込めたナンバー。CDジャケットは宇都宮まきが胸の谷間を晒したお色気の漂うもの[5]。PVでは自らの胸を揉みしだいている[6]。
- 「BLOOD JAPAN TEAR」 - ブラジャーとパンティーについて歌ったナンバー。歌詞中に『東京ラブストーリー』や『おはようナイスデイ』が登場し、「佐賀県」の一節が使われている[7]。
- 「AH! AUTO-CAMP」 - 青姦について歌ったナンバー。歌詞中に「俺ら東京さ行ぐだ」・「雪國」の一節が使われている。

## ディスコグラフィー

### CD

#### インディーズ
- ビッグポルノ（2008年7月20日、DE-FRAGMENT）

2008年7月20日「コヤブソニック」にて、これまでの楽曲をスタジオ収録したCDアルバム「ビッグポルノ」を会場限定発売している。大阪のアングラ系インディーズレーベルであるデフラグメントが制作し、トラック提供はspeedometer。編曲にサイケアウツGが参加している。なお、発売当日に廃盤となっている。
収録曲
1. KING TIMER
2. BUG IT NOW
3. OH ! SHIT REAL
4. WAKE UP PEOPLE
5. マーマレードBOY
6. SUNRISE SUNSET
7. OH! SHIT REAL（Cycheouts G REMIX）
8. BUG IT NOW(speedometer.REMIX)
9. KING TIMER(a cappella VERSION)
10. BUG IT NOW(a cappella VERSION)
11. OH ! SHIT REAL(a cappella VERSION)
12. WAKE UP PEOPLE(a cappella VERSION)
13. マーマレードBOY(a cappella VERSION)
14. SUNRISE SUNSET (a cappella VERSION)

- ビッグポルノ（2009年8月23日）

「コヤブソニック2009」「コヤブソニック2010」にて会場限定発売したが、現在ではネット通販等で購入可能。本作もトラック提供はspeedometer。
収録曲
1. ALL NIGHT NEED
2. CHEEK IT BE
3. ALL NIGHT NEED(karaoke version)
4. CHEEK IT BE(karaoke version)

#### メジャー
- KING TIMER（2010年7月21日、よしもとアール・アンド・シー）

歌詞の一部がカルピスの商標となっている関係等で編集処理されている。
収録曲
1. KING TIMER
2. 珍言 Oh! 名言
3. BUG IT NOW
4. CLICK TRUTH

- La buffo（2011年5月18日、よしもとアール・アンド・シー）

収録曲
1. La buffo
2. OH! SHIT REAL
3. La buffo (Instrumental)
4. OH! SHIT REAL (Instrumental)

- Tea! Tea! No! oh,,,喫茶?（2012年9月26日発売、よしもとアール・アンド・シー）

収録曲
1. Tea! Tea! No! oh,,,喫茶?
2. ALL NIGHT NEED
3. Tea! Tea! No! oh,,,喫茶?（カラオケ）
4. ALL NIGHT NEED（カラオケ）
5. KING TIMER あるあるver. By RG

- BLOOD JAPAN TEAR/AH! AUTO-CAMP（2013年9月11日発売、よしもとアール・アンド・シー）

収録曲
1. BLOOD JAPAN TEAR
2. AH! AUTO-CAMP
3. BLOOD JAPAN TEAR (Instrumental)
4. AH! AUTO-CAMP (Instrumental)

- ベストポルノ（2014年9月10日発売、よしもとアール・アンド・シー）

収録曲
1. KING TIMER
2. ALL NIGHT NEED
3. BLOOD JAPAN TEAR
4. BUG IT NOW
5. Tea! Tea! No! oh,,,喫茶?
6. CLICK TRUTH
7. 珍言 Oh! 名言
8. AH! AUTO-CAMP
9. OH! SHIT REAL
10. La buffo
11. CHEEK IT BE
12. MARMALADE BOY
13. WAKE UP PEOPLE
14. SUNRISE SUNSET
15. DVはダメよ!（スモールポルノ/OMAKE TRACK）

### DVD
- ビッグポルノ（2005年12月21日、RandC Ltd.）

特典DVDには、『ゴールドメンバー』や『国立文楽劇場より愛をこめて』で流れた、ハードゲイとその配下の軍団対小籔のアクション映画風映像が収録されている。楽曲に著作権侵害・もしくは名誉毀損の可能性のある表現があること、更にDVD自体に18歳未満禁止のレイティングがあることからもわかる通り、モザイク処理の頻発する下ネタ要素の強い作品である。